# 434453 Ayerdhal
434453 Ayerdhal è un asteroide della fascia principale. Scoperto nel 2005, presenta un'orbita caratterizzata da un semiasse maggiore pari a 3,0706310 UA e da un'eccentricità di 0,0763547, inclinata di 11,70754° rispetto all'eclittica.